# Push the Feeling On
Push the Feeling On is een nummer van de Schotse danceact Nightcrawlers, uitgebracht in 1992 en opnieuw in 1995. Het is de eerste single van hun debuutalbum Let's Push It. Bijzonder aan het nummer is dat het origineel nauwelijks bekend is. De versie die bekend werd is een remix van de Amerikaanse producer Marc Kinchen.

## Achtergrond
Toen het nummer in 1992 werd uitgebracht, werd het nergens een hit. De plaat was echter voorzien van een remix van Marc Kinchen. Zijn The Dub of Doom-remix werd populair in het clubcircuit van het Verenigd Koninkrijk. De heruitgave uit 1995 is een radiovriendelijkere versie van deze remix. Deze werd in West- en Noord-Europa een grote danshit. In het Verenigd Koninkrijk haalde het nummer de 3e positie. In de Nederlandse Top 40 schopte het nummer het tot nummer 4, en in de Vlaamse Ultratop 50 wist het nummer de 7e positie te behalen. De plaat groeide uit tot een houseklassieker en werd nog in vele varianten opnieuw uitgebracht. Een van de bekendste voorbeelden werd de hit Hotel Room Service (2009) van rapper Pitbull. In 2021 werd weer een nieuwe variant van Riton, Mufasa & Hypeman een hit onder de naam Friday (Dopamine Re-edit)'.